# رونالد غرينوالد
رونالد غرينوالد (بالإنجليزية: Ronald Greenwald)‏ هو حاخام أمريكي، ولد في 8 يناير 1934 في نيويورك في الولايات المتحدة، وتوفي في 20 يناير 2016 في فلوريدا في الولايات المتحدة بسبب نوبة قلبية.